# 白沢山
白沢山（しらさわやま）は、新潟県魚沼市と群馬県利根郡みなかみ町との県境に位置する山で、中央分水界になり、標高1952.6メートルである。利根川源流を囲む山になる。群馬県自然環境保全地域（平ヶ岳・白沢山西面）にもなっている。

## 登山ルート
- 残雪期:鳩待峠～山の鼻～猫又川二股～奥二又～ススヶ峰～白沢岳手前鞍部～山頂まで、約8時間

## 周辺の山々
- 至仏山・大白沢山
- 平ヶ岳

## 河川
- 利根川
- 只見川

## アクセス
- 車:関越自動車道沼田インターチェンジより、国道121号を片品村戸倉まで約70分。戸倉より鳩待峠までバスで約50分[2]。大型タクシー（ 9人乗り）で上越線沼田駅から約120分、
- バス:関越交通で上毛高原駅から戸倉BT（鳩待峠バス連絡所）まで約120分・沼田駅から約90分。戸倉BT（鳩待峠バス連絡所）から鳩待峠まで約50分[3]。
- 高速バス:関越交通尾瀬号で、バスタ新宿から戸倉まで約4時間20分[4]。